# Biała Ińska
Biała Ińska – nieczynny przystanek stargardzkiej kolei wąskotorowej w Białej, w województwie zachodniopomorskim, w Polsce. Przystanek został zamknięty 1 czerwca 1996 roku.